# شینیا یابوساکی
شینیا یابوساکی (انگلیسی: Shinya Yabusaki؛ زادهٔ ۱ ژوئن ۱۹۷۸) بازیکن فوتبال اهل ژاپن است.
از باشگاه‌هایی که در آن بازی کرده‌است می‌توان به باشگاه فوتبال کاشیوا ریسول اشاره کرد.